# 移民和人口部
移民与人口部是缅甸负责国内移民事务的政府职能部门。2014年，移民与人口部发表了2014年9月1日起正式受理电子签证申请的声明。